# Brammo Empulse
Die Victory Empulse ist ab 2015 der Nachfolger des seit 2012 hergestellten Elektromotorrades des amerikanischen Herstellers Brammo Inc. in Oregon. Seit Juli 2015 wird das Motorrad vom Hersteller Polaris Industries Inc. aus Minnesota produziert, der die Firma Brammo Inc. gekauft hat. Das Modell gehört zur Motorradmarke "Victory" des Konzerns. Das Motorrad gilt als eines der schnellsten Serienmotorräder mit Elektroantrieb.

## Technische Daten
Um dem Stand der Motorradtechnik gerecht zu werden, bezog Brammo, der Hersteller des Motorrads von 2012 bis 2015, hochwertige Bauteile von Zulieferern aus Europa. Der Aluminium-Brückenrahmen und die Stahlschwinge wurden vom italienischen Hersteller Accossato geliefert. Brembo stellte die Bremsen her, die 43-mm-Teleskopgabel kam von Marzocchi, das Federbein lieferte Sachs und die Räder Marchesini.
Das Motorrad, das von Polar Industries ab 2015 technisch weitgehend unverändert weiter gebaut wird, hat einen Radstand von 1437 mm und einen Lenkkopfwinkel von 66° (Nachlauf 97,5 mm). Ein wassergekühlter, permanenterregter Parker-Elektromotor mit maximal 63 Nm Drehmoment und 40 kW bei 6.000 min−1 treibt über ein Schaltgetriebe und eine Kette das Hinterrad an. Eine Gangschaltung ist ungewöhnlich für ein Elektromotorrad, laut Hersteller verbessert sie Beschleunigung und Reichweite. Der Batteriesatz aus Lithium-Ionen-Akkumulatorzellen hat eine Kapazität von 10 kWh und eine Spannung von 104 Volt. Vier Batterien sind oberhalb, drei unterhalb des Rahmenprofils angebracht. Die Reichweite wird, je nach Fahrprofil, zwischen 93 km und 206 km angegeben. Die üblichen Ladezeiten betragen je nach Entladezustand 2 bis 3,5 Stunden, maximal 8 Stunden. Die Lebensdauer des Batteriesatzes wird mit 1500 Zyklen oder 100.000 Meilen angegeben.
Das Fahrverhalten und die Beschleunigung des mit 17-Zoll-Reifen in der Dimension 120/70 (vorne) und 180/55 (hinten) üblich bereiften Motorrads, soll dem eines Mittelklasse-Motorrads mit 650 cm³ Viertaktmotor entsprechen. In amerikanischen Test wurden Beschleunigungswerte von 4,8 Sekunden (0 auf 60 mph ~ 96,6 km/h) und eine Höchstgeschwindigkeit von 165,8 km/h gemessen. Beim Test der Zeitschrift MOTORRAD wurden im Standard-Modus 8,8 Sekunden und im Sportmodus 5,6 Sekunden (für 0 auf 100 km/h) gemessen, die Höchstgeschwindigkeit lag, je nach Modell, zwischen 158 und 172 km/h.

## Brammo Empulse R
Die Brammo Empulse R leistet ebenfalls 40 kW jedoch bei einer Drehzahl von 4.500 min−1 statt 6.000 min−1 und hat daher ein höheres Drehmoment (90 Nm).

## Sonstiges
Brammo investierte im September 2014 drei Millionen US-Dollar in eine Rabattaktion, „um den europäischen Markt nachhaltig für High-End-Elektromotorräder ebnen“.